# Hugo Henriques
Hugo Henriques, född 26 augusti 1864 på Aspenäs i Lerum, Älvsborgs län, död 2 december 1910 i Stockholm, var en svensk arkitekt och konstnär.
Han var son till grosshandlaren Herman Henriques och Henriette Rawlinson och från 1892 gift med furstinnan Tatiana Dmitrienna Dolgoruky. Henriques studerade vid Konstakademien i Stockholm samt på 1880-talet för Fernand Cormon i Paris. Han medverkade i Göteborgs konstförenings utställningar med blomstermålningar på siden.  